# Krînîcikî, Sofiivka
Krînîcikî (în ucraineană Кринички) este un sat în comuna Marie-Dmîtrivka din raionul Sofiivka, regiunea Dnipropetrovsk, Ucraina.

## Demografie
Componența lingvistică a localității Krînîcikî
     Ucraineană (88,57%)
     Rusă (11,43%)
Conform recensământului din 2001, majoritatea populației localității Krînîcikî era vorbitoare de ucraineană (88,57%), existând în minoritate și vorbitori de rusă (11,43%).